# ProCo RAT

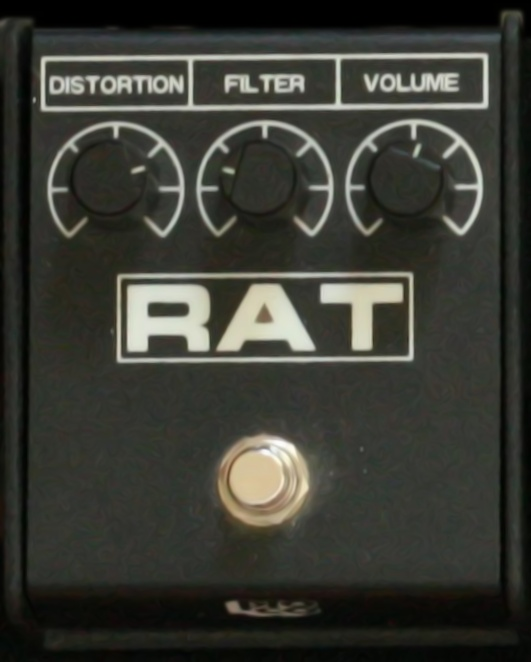
ProCoのRAT2

ProCo RATはディストーション系コンパクトエフェクターのひとつ。発売元はプロコである。

## 概要
電気回路はBOSSのDS-1の影響を受けている

。オペアンプによる非反転増幅回路のフィードバック抵抗でゲインを可変にし、オペアンプの出力にクリッピング素子としてシリコンダイオードを用いている。クリッピングさせた出力信号のハイを落とすトーンコントロールを挟んで、接合型FETのソースフォロワが続く。ディストーションの基本とも言えるオーソドックスな回路構成である。
RATには主に二種類が存在する、RATとRAT2である、他にもTurbo RATなどが存在する。
MXRの「Distortion+」と並び、入手し易い部品だけで構成されたシンプルな回路構成のため、エフェクター自作の初心者にとって自作し易い機種である。ユニバーサル基板を用いた作成例等が多くインターネットに上がっている。
また、シンプルでありながら良い音を出すので、他のエフェクターメーカーにおいてこのRATを模倣した機種も存在する。例えば、IbanezのFAT CAT(FC10)とL.A. METAL(LM7)、MAXONのOD-01である。

## RATとRAT2の違い
RAT2はRATを使っている演奏者から「LEDが付いていないとスイッチが入っているのか分からない」という話があったので、RATの「A」の部分にLEDを付けたものであり、回路は基本的に同じである。